# Euophrys leucopalpis
Euophrys leucopalpis là một loài nhện trong họ Salticidae.
Loài này thuộc chi Euophrys. Euophrys leucopalpis được Władysław Taczanowski miêu tả năm 1878.